# Opération Kugelblitz
Seconde Guerre mondiale
Batailles
Opérations anti-partisans en Croatie
L’opération Kugelblitz (foudre en boule) est une offensive majeure contre les Partisans menée par les forces allemandes fin 1943 et début 1944. Les Allemands ont attaqué les forces de Tito au Nord-Ouest de la Yougoslavie.

## But de l'opération
L’encerclement et la destruction de l'ensemble d'un corps de partisans qui avait été assemblé dans la zone située entre Rogatica et Vlasenica, dans la partie sud de la Bosnie orientale afin de pouvoir avancer en Serbie.
| \| Rogatica Vlasenica \| |
| Rogatica Vlasenica       |

## Forces en présence
Forces de l'Axe
Environ 70 000 hommes
 Reich allemand
- 1re division de montagne
- 369e division d'infanterie (croate) (éléments)
- 187e division d'infanterie (éléments)
- Reserve-Jäger-Regiment 1
- Grenadier-Regiment (mot.) 92
- Panzergrenadier-Lehr-Regiment 901
- 2. Regiment Brandenburg (mot.)

 Waffen-SS
- 7e division SS Prinz Eugen

 SS-Polizei
- Des forces de police et de sécurité

 Tchetniks
- Milice musulmane du Sandjak (en)
- Éléments auxiliaires

 Royaume de Bulgarie
- 24e division d'infanterie (Bulgarie)

Résistance
 Partisans
- 3e corps d'armée (NOVJ)
  - 17e division des partisans (NOVJ)
  - 27e division des partisans (NOVJ)
- 2e division Prolétarienne (NOVJ)
- 3e division des partisans Krajiški (NOVJ)

## L'opération
L'opération Kugelblitz et sa deuxième phase, l'opération Schneesturm sont connues comme étant les deux phases de la 6e grande offensive anti-Partisans.

Les combats ont eu lieu d'abord dans le Prijepolje - zone de Pljevlja au Sandjak - puis peu au fur et à mesure plus au Nord dans la région de l'Est de Sarajevo.
 
Les partisans eurent de très lourdes pertes dans les premiers jours de l'opération lors des combats frontaux, en particulier  contre la 1re division de montagne et les Brandebourgeois. Mais après les premiers affrontements, les partisans se sont dispersés et se sont déplacés échappant à l'encerclement et afin d'éviter une bataille frontale. Les troupes qui réussirent à traverser le cordon d’encerclement se sont échappées dans les montagnes. 
 
La deuxième phase, l'opération Schneesturm consista à poursuivre ces troupes en fuite pour les anéantir.

## Bilan
Les pertes allemandes et bulgares ne sont pas connues.
Les Partisans eurent 2 280 tués, 2 000 disparus considérés comme tués, 2 330 prisonniers.

1 900 soldats italiens, qui avaient rejoint les forces Yougoslaves, ont été faits prisonniers par les troupes germano-bulgares. En effet, après l'armistice de Cassibile, une partie troupes italiennes choisirent de passer dans le camp allié.